# Loxolomia zwechti
Loxolomia zwechti är en fjärilsart som beskrevs av May 1933. Loxolomia zwechti ingår i släktet Loxolomia och familjen påfågelsspinnare. Inga underarter finns listade i Catalogue of Life.